# راه بند السفلي (همت أباد)
راه بند السفلی (بالفارسية: راه‌بند سفلی) هي مستوطنة تقع في إيران في قسم همت أباد الريفي. يقدر عدد سكانها بـ 88 نسمة .